# Хорватські залізниці

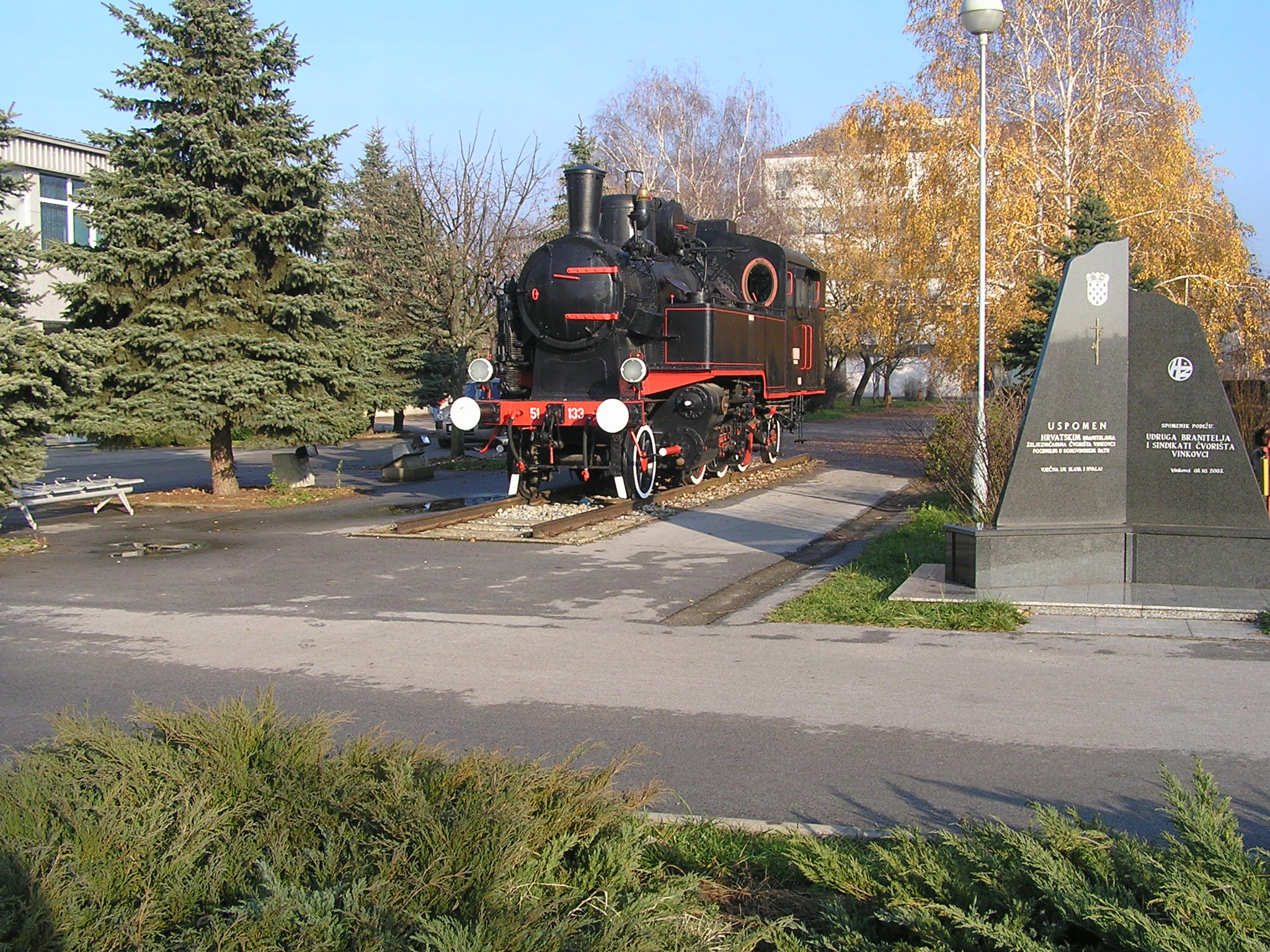
Паровоз, виставлений у Вінковцях

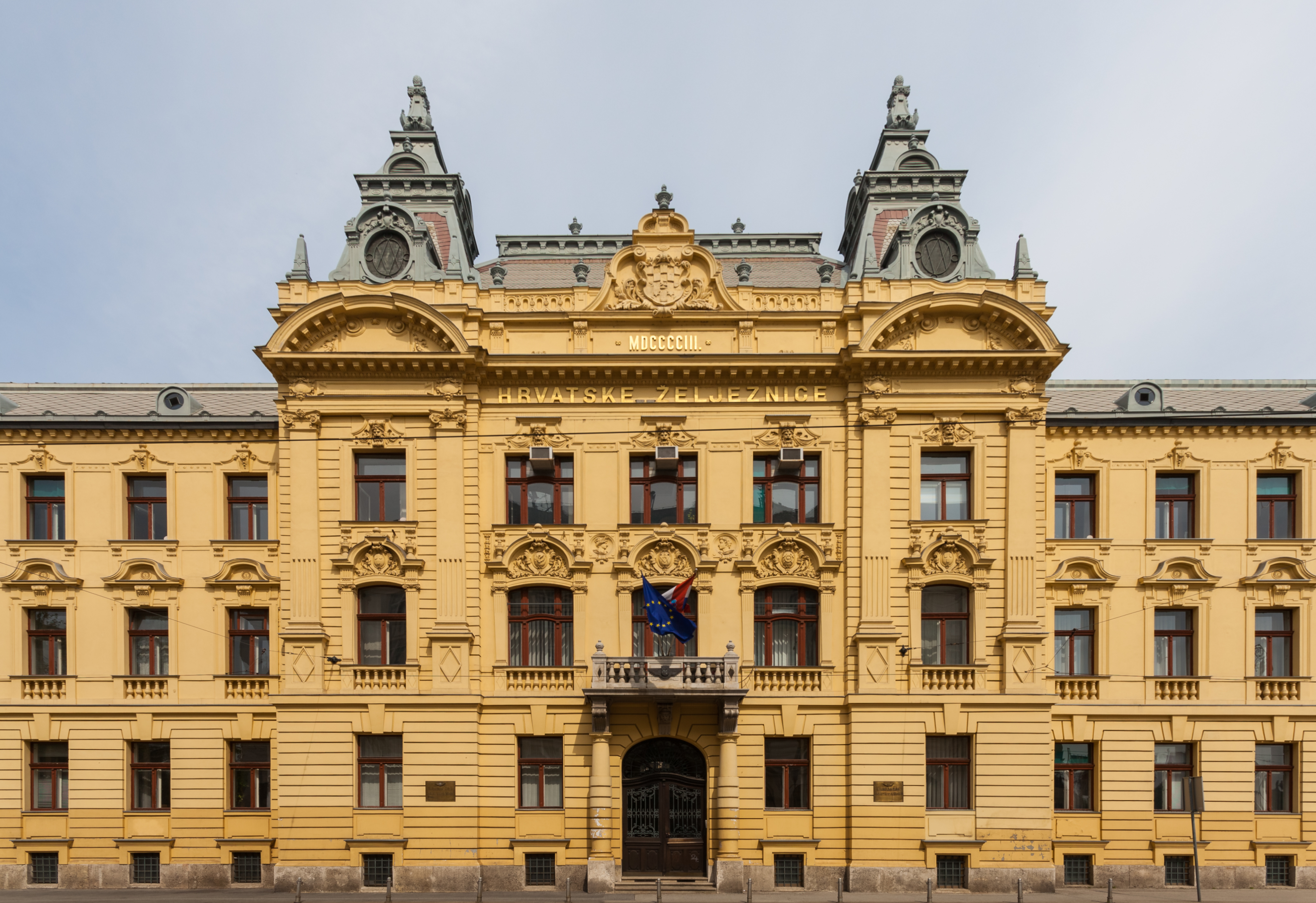
Головна адміністративна будівля хорватських залізниць у Загребі

Хорва́тські залізни́ці (хорв. Hrvatske željeznice) — національний оператор залізничних перевезень у Хорватії, державна залізнична компанія, утворена 1991 року після розпаду Югославії.

## Історія
«Хорватські залізниці» виділилися 1990 року з колишніх «Югославських залізниць» (ЮЗ; хорв. Jugoslavenske željeznice, JŽ) та утворилися на базі Загребського відділення ЮЗ. Парк рухомих засобів спочатку залишався таким, як на момент розпаду Югославії, згодом його було модифіковано і осучаснено, нині триває подальша модернізація. Також югославські залізниці на електрифікованих ділянках використовували 3 кВ постійного струму на відміну від майже повсюдних нині для хорватської залізничної електротяги 25 кВ.
Першу залізничну колію на території сучасної Хорватії побудовано в 1860 році в області Меджимур'є: залізнична гілка з угорської Надьканіжі через Чаковець і Которибу вела далі до Прагерсько у Словенії. Варто відзначити, що цей відрізок — навіть якщо тільки невеличка його частина проходила хорватською територією (Меджимур'є на час будівництва залізниці було частиною Хорватії, будучи у січні 1861 року приєднаним до Угорщини за рішенням офіційного Відня) — споруджено лише через 35 років після першої європейської залізничної лінії, відкритої 1825 року між Стоктоном і Дарлінгтоном в Англії. Залізниці, що з'єднували Рієку, найважливіший порт на хорватській території, з Трієстом (і далі з Віднем) та Загребом (і далі з Будапештом) були відкриті для руху 1873 року.

## Залізнична мережа
Загальна протяжність залізничної мережі в Хорватії становить 2 974 км, з яких 248 км припадає на двоколійні ділянки. Станом на кінець 2004 року було електрифіковано 1 228 км (977 км з характеристиками: 25кВ, 50Гц). Всі силові мережі залізниць Хорватії — це виключно контактна підвіска. Максимальна робоча швидкість — 160 км/год.
Залізнична мережа складається з кількох основних магістралей:
- Добова—Товарник (міжнародний коридор X): з Добови через столицю Словенії Любляну, через Загреб, Славонський Брод та Вінковці до Товарника (і далі до столиці Сербії Белграда), з відгалуженням Стризивойна—Врполє у напрямку Осієка;
- Загреб—Копривниця (залізниця M201);
- Загреб—Рієка (залізниця M202) з відгалуженням від села Оштаріє до Спліта;
- Загреб—Сисак (залізниця M104; найкоротша, але дуже важлива магістраль);
- Загреб—Вараждин (залізниця R201).

Залізниця сполучає Хорватію зі Словенією, Угорщиною, Боснією і Герцеговиною та Сербією, а також курсують регулярні нічні поїзди в Австрію і Німеччину (а саме, у Баварію).
У 2000-х роках на залізниці відбулися лише поодинокі покращення, одне з яких — це збільшення максимальної швидкості на лінії Загреб—Новська—Вінковці: на деяких відрізках цієї гілки вона зросла з 80 км/год до 160 км/год.
Однак модернізація залізниці — це лише питання часу. Оголошено про державний «план капіталовкладень у залізницю» (загальний обсяг фінансування якого становить понад 18 млрд кун на 2012 рік). Проте внаслідок фінансової кризи 2008—2009 років план досі не увінчався успіхом.

## Устрій

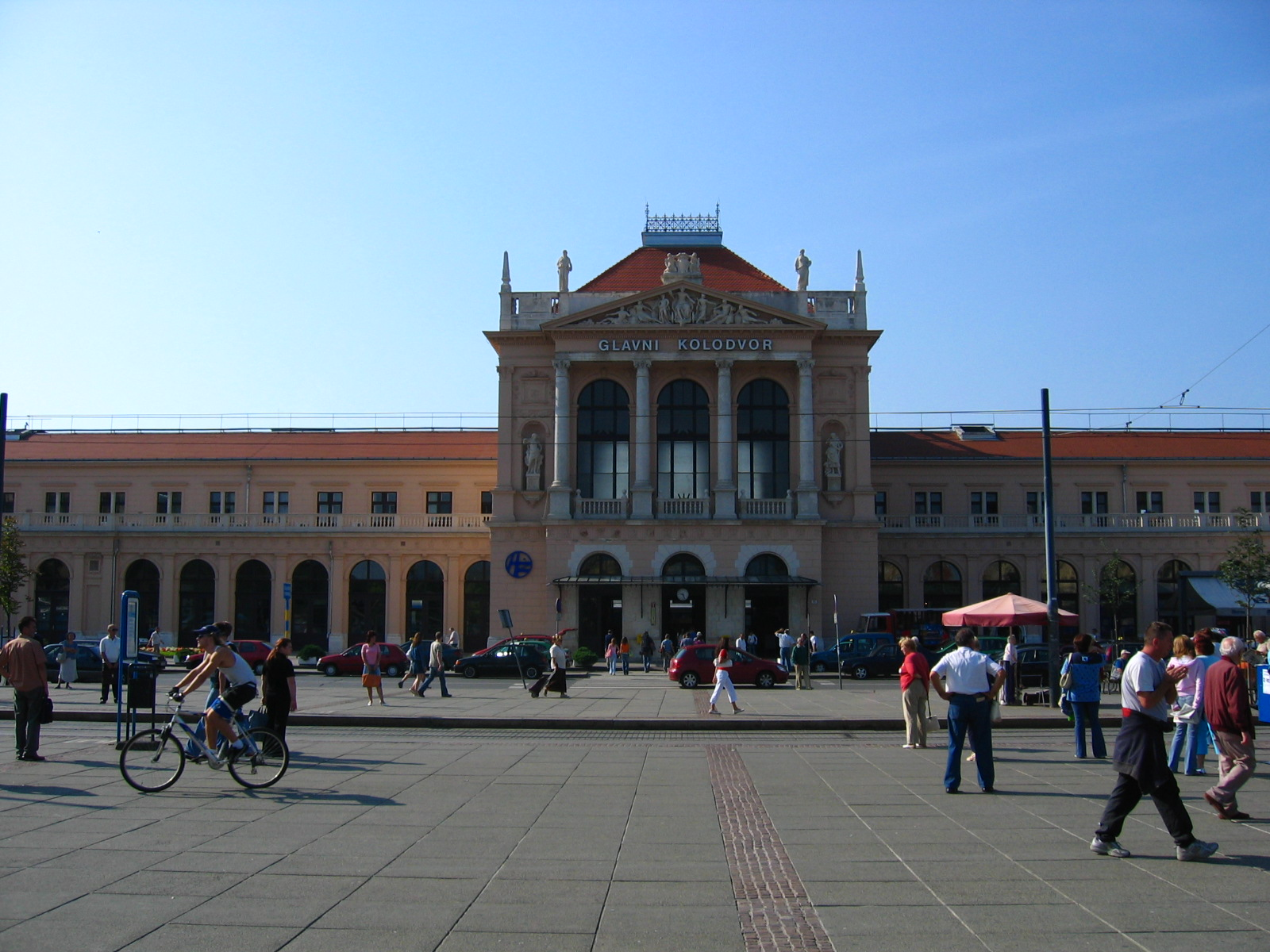
Загребський вокзал

2005 року «Хорватські залізниці» було розділено на п'ять підрозділів:
- холдингова компанія «HŽ Holding»
- ТзОВ «HŽ Cargo d.o.o.» (товарні перевезення)
- ТзОВ «HŽ Putnički Prijevoz d.o.o.» (пасажирські перевезення)
- ТзОВ «HŽ Vuča Vlakova d.o.o.» (локомотиви)
- ТзОВ «HŽ Infrastruktura d.o.o.» (залізнична інфраструктура)

«HŽ Vuča Vlakova» накопичило значні борги; в серпні 2012 року було оголошено, що воно підлягає розформуванню з передаванням локомотивів вантажному і пасажирському підрозділам відповідно.

## Рухомий склад

### Основний

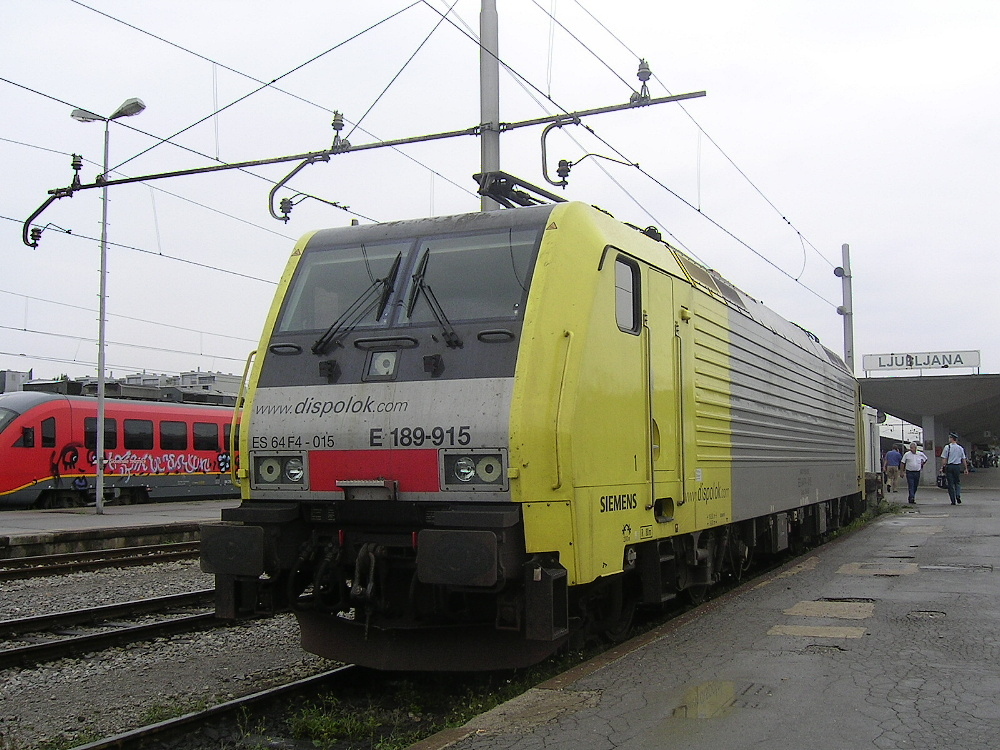
Локомотив «Сіменс» типу ES 64 F4 у жовтому і сріблястому розфарбуванні, звичному для локомотивів Dispolok

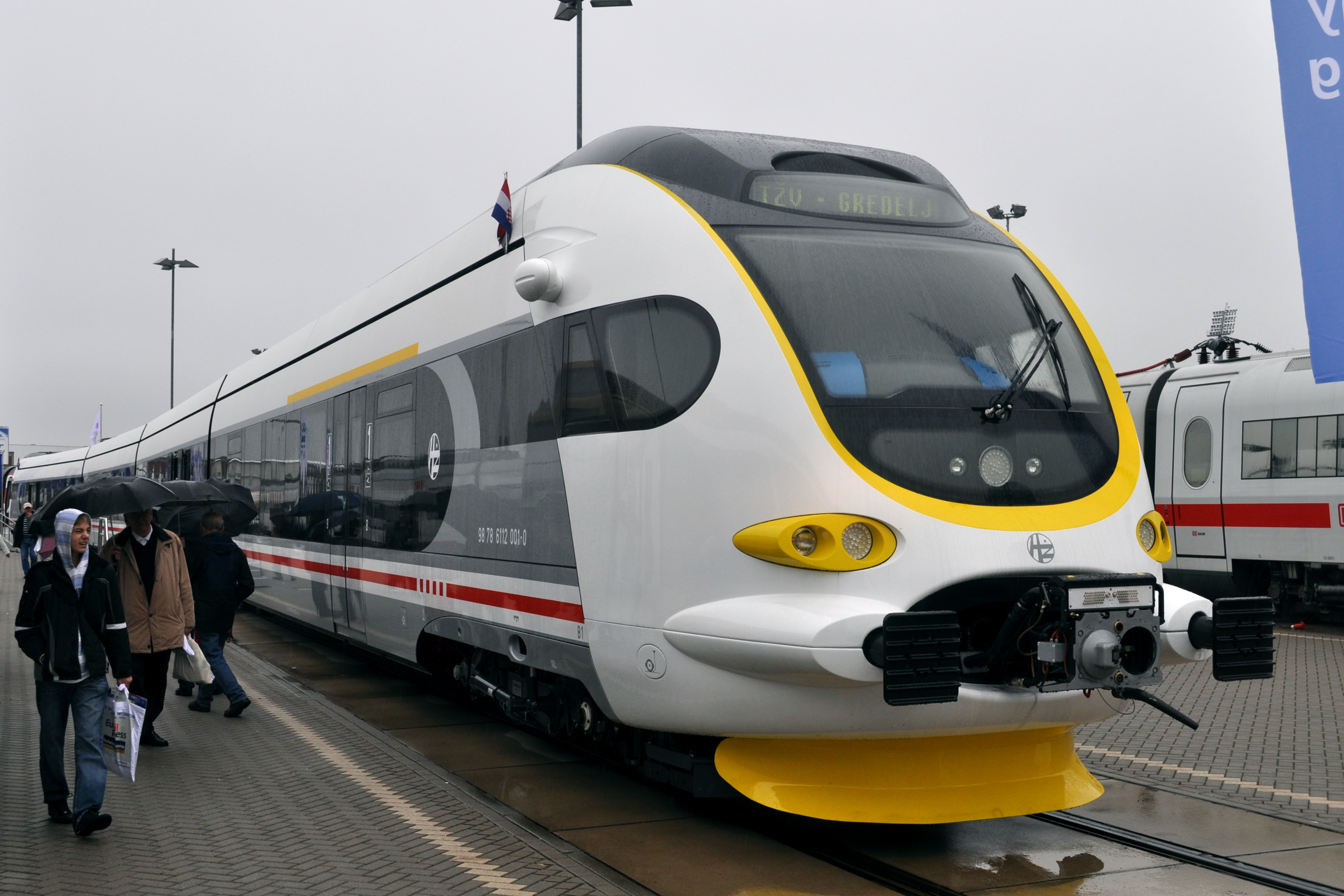
HŽ серія 6112 — регіональний моторвагонний поїзд, побудований групою «Končar», у Загребі на InnoTrans 2010

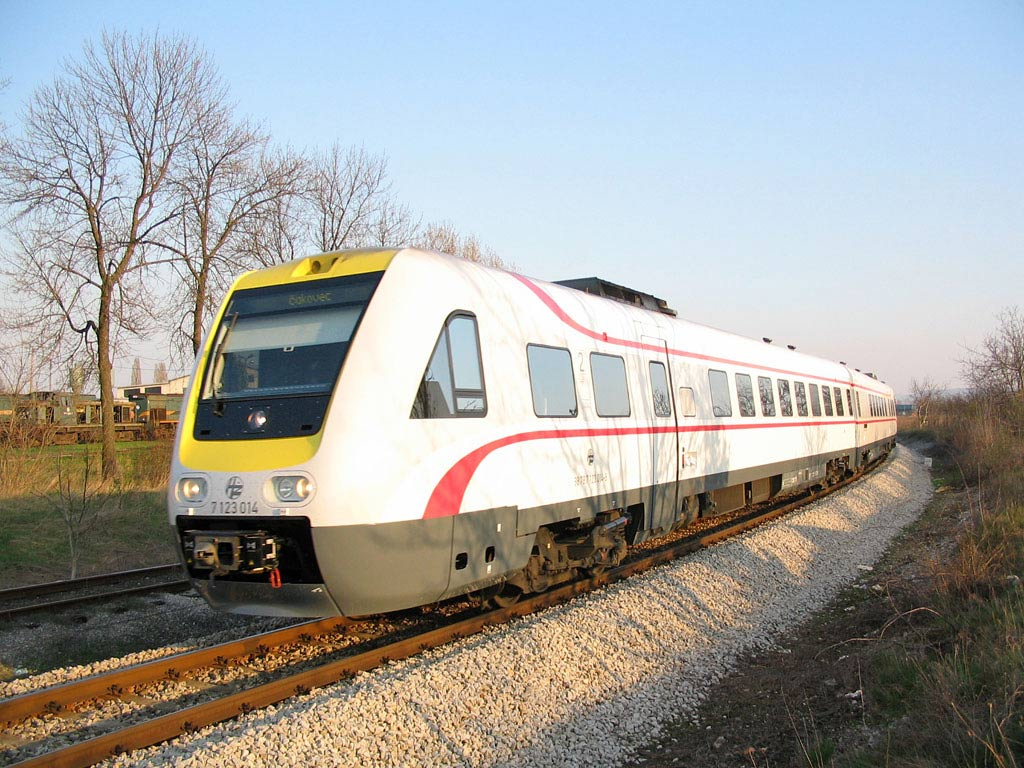
Хорватський поїзд з нахильним кузовом «ICN» у дорозі

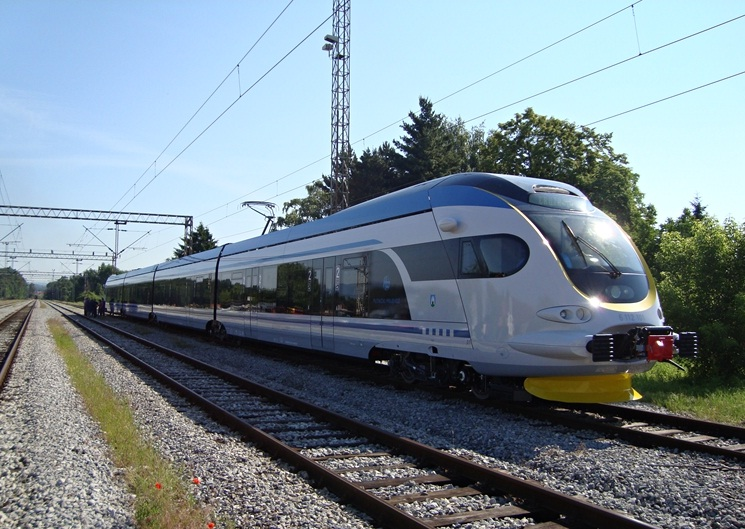
Електричка HŽ серія 6112, збудована групою «Končar», на приміському маршруті Загреба

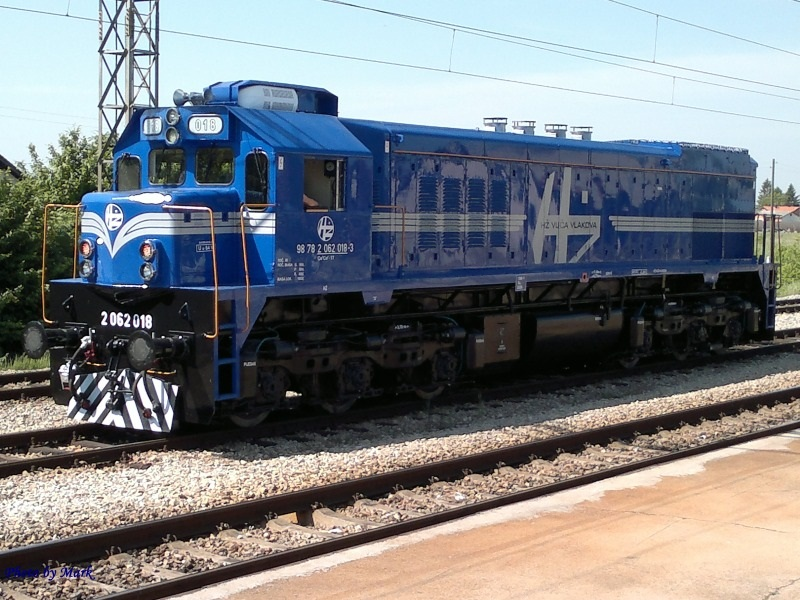
Тепловоз фірми «General Motors»

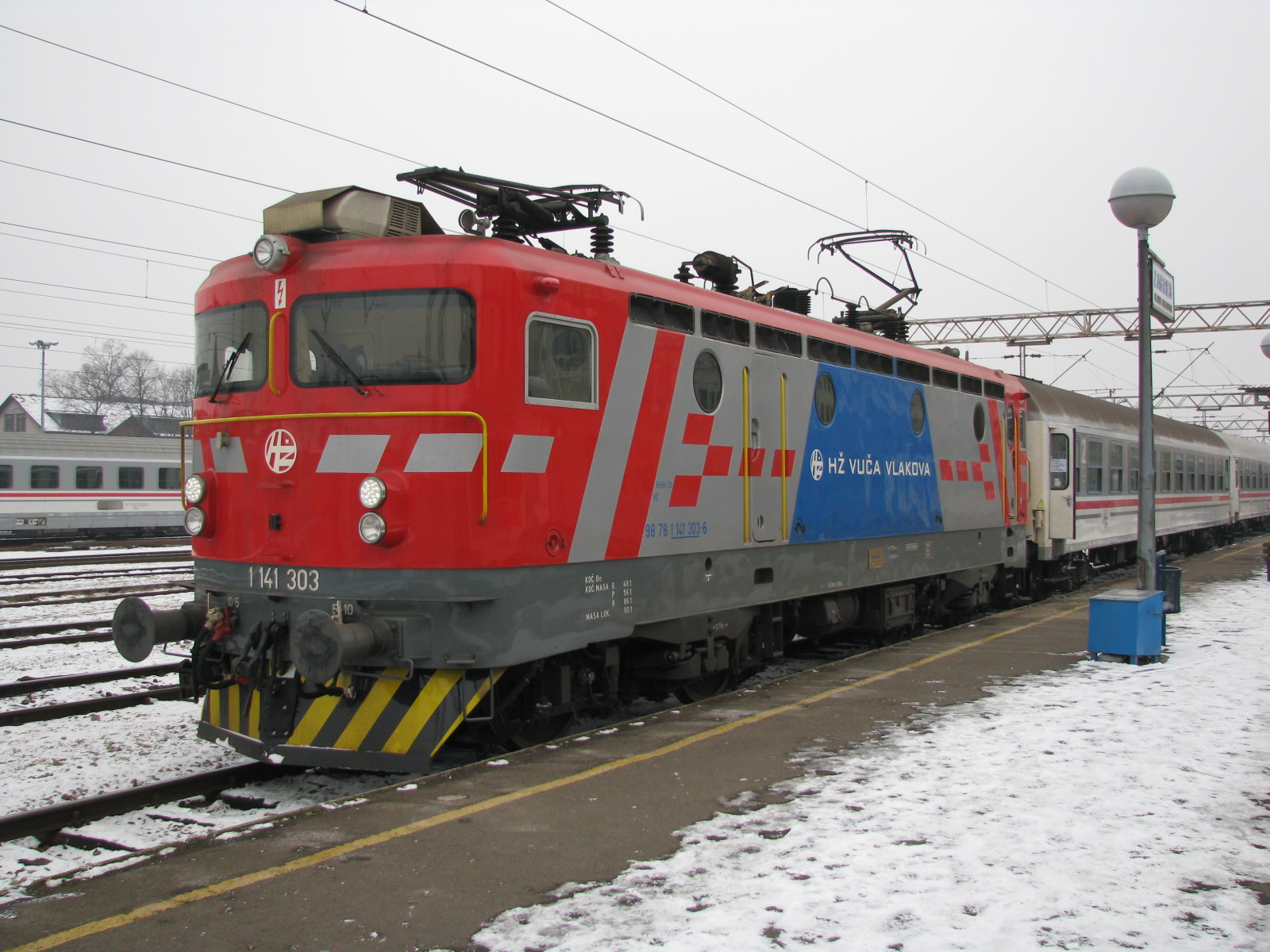
Оновлений локомотив класу 1141, побудований групою «Končar» у 1960-х рр. на базі зразка, виготовленого шведською фірмою ASEA

- Електровози потужністю 3 кВ (виведені з грудня 2012 року у зв'язку з переходом мережі живлення на 25 кВ на відрізках Моравиці—Рієка—Шап'яне та Шкрлєво—Бакар):
  - HŽ 1061.0
  - HŽ 1061.1
- Електровози 25 кВ:
  - HŽ 1141.0
  - HŽ 1141.1
  - HŽ 1141.2
  - HŽ 1141.3
  - HŽ 1142.0
- Тепловози
  - HŽ 2062.0
  - HŽ 2062.1
  - HŽ 2063.0
- Маневрові тепловози:
  - HŽ 2132.0
  - HŽ 2132.1
  - HŽ 2132.2
  - HŽ 2132.3
- Орендовані з метою обкатування: чотирижильний Siemens Dispolok ES 64 °F 4
  - HŽ 1241.0
- Електропоїзди:
  - HŽ 6011.0
  - HŽ 6111.0
  - HŽ 6112.0
- Дизель-поїзди:
  - HŽ 7121.0
  - HŽ 7121.1
  - HŽ 7122.0
  - HŽ 7123.0

Через нестачу дизель-поїздів та електричок іноді досі використовуються такі моделі як 7021.0 (залишилось два) і 7221.0 (на другорядних ділянках або як резервні).
Дедалі більше рухомого складу будується або оновлюється на хорватських підприємствах.

### Поїзди з нахильним кузовом
У 2004 році до «Хорватських залізниць» з німецької філії компанії «Bombardier Transportation» надійшли 8 сучасних поїздів із нахильним кузовом (хорв. ICN) марки «RegioSwinger». Ці поїзди зазвичай обслуговують гористий маршрут між двома найбільшими хорватськими містами Загреб—Спліт, але іноді і маршрути InterCity у континентальній частині країни. У випадку лінії Загреб-Спліт це пропонує пасажирам набагато зручнішу і коротшу в часі поїздку порівняно з попередніми потягами, поїздка якими займала 8 год., тоді як подорож поїздом із похилим кузовом забирає менш ніж 5 з половиною годин, при цьому він тихіший і краще оснащений.
Однак безпека потягів із нахильним кузовом і їхня можлива технічна несумісність з умовами хорватських залізниць опинилася під питанням після аварії поїзда під селом Рудине біля Каштели 24 липня 2009 року, в результаті чого загинули 6 пасажирів і 55 дістали поранення. Приблизно за 3 роки до цього фатального сходження з рейок, 24 листопада 2006 року, була ще одна аварія, в якій загинув інженер поїзда: потяг із нахильним кузовом врізався у вантажівку на залізничному переїзді, який не мав з'їзду або попереджувальної сигналізації. З цієї причини з вісьмох таких моторвагонних поїздів, пущених у 2004 році, два вже виведено з експлуатації. Тому сполучення поїздами з нахильним кузовом, можливо, доведеться скоротити, оскільки більше не вистачає моторвагонного рухомого складу для обслуговування всіх запланованих рейсів і пунктів призначення.

### Несамохідний рухомий склад
На хорватських залізницях експлуатуються пасажирські і товарні вагони різних класів і моделей.

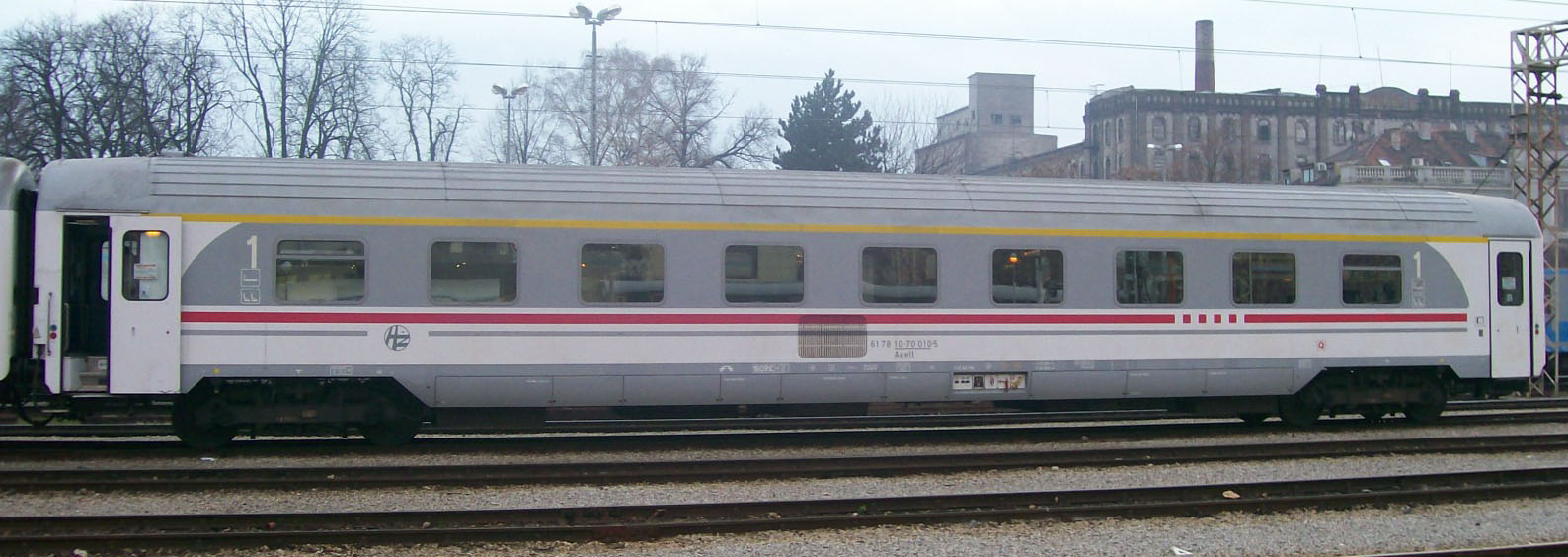
Хорватський пасажирський вагон для сидячих І класу

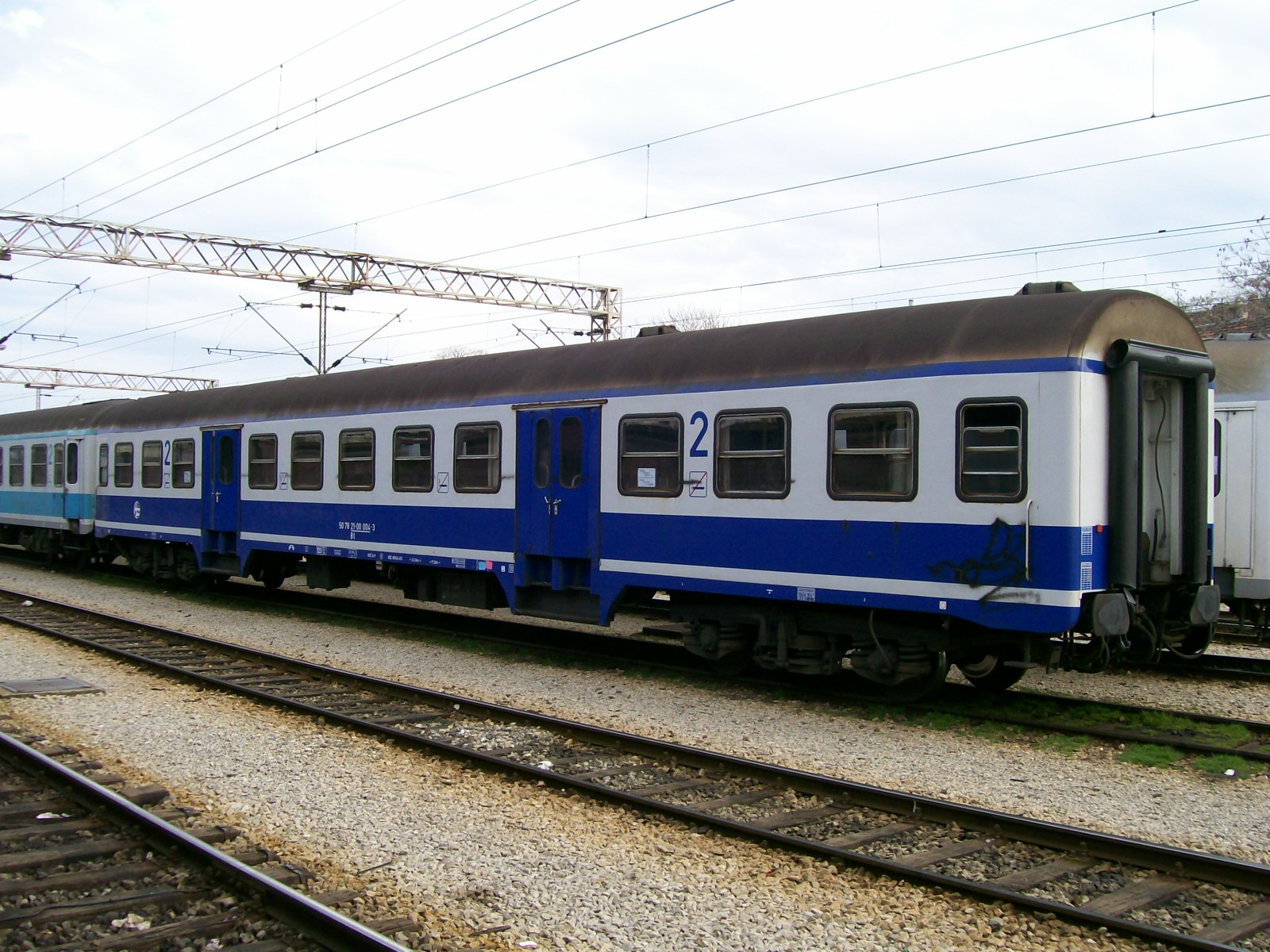
Пасажирський вагон ІІ класу

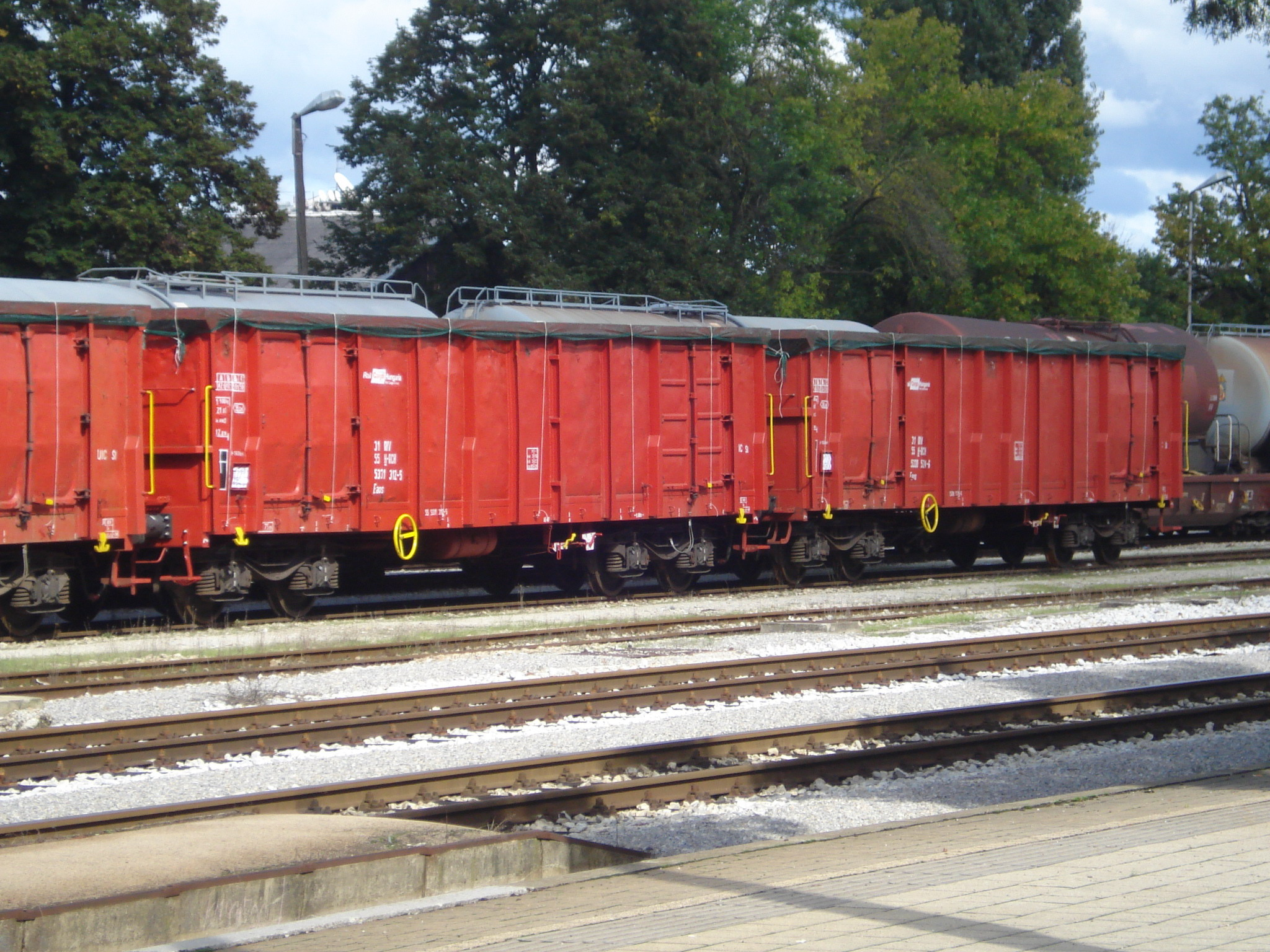
Хорватські товарні вагони

### Зміна нумерації
1993 року «Хорватські залізниці» перенумерували весь парк своїх транспортних засобів. Це призводить до певної плутанини відносно їхніх попередніх номерів. Всі інші залізничні компанії, утворені після розпуску ЮЗ, зберегли первісні номери свого рухомого складу.

## Хорватський рекорд швидкості
Теперішній рекорд швидкості на залізницях Хорватії становить 185 км/год. Рекорд було встановлено на дільниці між Новська і Нова Градишка. Проїзд було виконано для того, щоб продемонструвати можливості, які розкриває збудований компанією «Кончар Груп» електровоз класу JŽ 442 (тепер HŽ 1142). Незважаючи на свій більш ніж 25-річний вік, модель 1142 залишається найшвидшим локомотивом із тих, що працюють на хорватських залізницях.

## Високошвидкісна залізнична лінія
Повністю електрифікована лінія з'єднує Рієку і Загреб, пролягаючи далі у бік Копривниці та угорського кордону (частина Пан-європейського коридору 5b). Уздовж цього загальноєвропейського коридору розпочато будівництво першої швидкісної залізничної лінії Хорватії, що дасть можливість теоретичної швидкості від 200 до 250 км/год із середньою швидкістю поїздки не менш ніж 160 км/год. Лінію на початку задумували з метою кращого сполучення порту Рієка з європейською мережею перевезень, оскільки порт обслуговує багато регіонів і пунктів призначення по всій Центральній Європі. План робіт передбачає переобладнання наявної лінії між угорським кордоном і Карловацем на двоколійну та будівництво колій цілковито нової ділянки від Карловаця до Рієки. Загальна протяжність лінії — 269 км, вона буде на 61 км коротшою, ніж дотеперішня лінія. Про початок будівництва нової магістралі було оголошено восени 2008 року, а завершення передбачалося до кінця 2013 року. Та з настанням економічного спаду наприкінці 2000-х цей проект відкладено на невизначений час.
Швидкість на цій лінії дозволить дістатися з Рієки до Загреба за годину, на відміну від дотеперішніх чотирьох годин.

## Подальші розробки і проекти
- Будівництво нової лінії між Беловаром і Загребом (залізнична гілка Градец—Светі-Іван-Жабно).
- Приміське сполучення навколо Загреба підлягає повній реконструкції та реорганізації. Деякі раніше зупинені місцеві лінії буде відновлено, влада Загреба затвердила і оголосила про залізничну гілку до аеропорту Загреба. У хорватського виробника Končar KEV замовлено нові електро- і дизель-поїзди.
- 2009 або 2010 року мало бути відкриття новозбудованої лінії до Самобору. Лінія має використовувати новий рухомий склад і полегшити проблему, з якою стикалися ті, хто потребував поїздок між тими двома містами.
- Повинно запрацювати (вже деякою мірою працює) приміське сполучення навколо Спліта.
- Оновлюється коридор 5с, щоб довести експлуатаційну швидкість до 160 км/год. Вже завершено відрізок між Осієком і Славонським Шамацом.
- Коридор 5с буде повністю електрифіковано.
- Друге життя одержала лінія Осієк—Вінковці, вона зможе дозволити максимальну швидкість 120 км/год (на ділі 100 км/год). Оскільки ця дільниця була дуже пошкодженою, її реконструкція здійснюється у 2 етапи. 1-й етап — це лише необхідна сигналізація (попередження про переїзди через колії тільки дорожніми знаками). У зв'язку з цим та чинним відповідним хорватським законодавством, рух мав початися дуже обережно, і, ймовірно, поїздам доведеться зупинятися на кожному такому переїзді, а потім знову розганятися. 2-й етап передбачає оснащення всіх переїздів автоматичними пристроями захисту, що в кінцевому підсумку дозволить повну номінальну швидкість лінії.